# Käringholmen, Salo
Käringholmen är en ö i Finland. Den ligger i Skärgårdshavet och i kommunen Salo i den ekonomiska regionen  Salo i landskapet Egentliga Finland, i den sydvästra delen av landet. Ön ligger omkring 61 kilometer sydöst om Åbo och omkring 110 kilometer väster om Helsingfors.
Öns area är 1 hektar och dess största längd är 160 meter i sydöst-nordvästlig riktning.